# Excentrisk

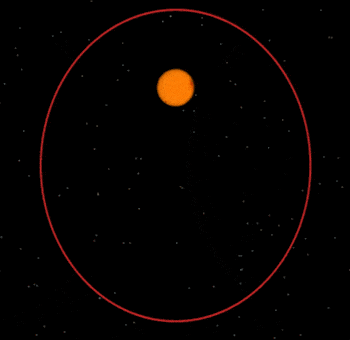
Exempel på en excentrisk planetär omloppsbana.

Excentrisk (härstammar från latinets ex centrum, eller från mitten; motsatsen är koncentrisk) är en teknisk benämning på något som inte följer mittpunkten på till exempel en axel där en rund eller oval skiva inte sitter i centrum.

## Matematik
Ett kägelsnitt säges vara mer excentriskt än ett annat, om det har större excentricitet. Intuitivt uppfattat betyder det att exempelvis en mer "tillplattad" ellips är mer excentrisk.

## Teknik
Det finns så kallade excenterlås som genom att förskjuta låsmekanismen från centrumaxeln ökar kraften vid låsning. Kamaxelnockarna som öppnar ventilerna i en förbränningsmotor är excentriska.

## Träning
När muskler ansträngs på ett bromsande sätt, kallas det för excentrisk träning. Motsatsen är koncentrisk träning.

## Betydelsen excentrisk om personer
Ordet har utvecklats till att även gälla personer och en person kan kallas excentriker, avlett från grundordet. En person kallas excentrisk om personen inte följer den allmänna synen eller sättet (utövandet) och uppvisar avvikande värderingar.
En excentrisk person kan vara originell, asocial, och bohemisk eller ha en icke gängse syn på eller förhållande till något. Excentriska personer avviker från andra i olika grader. En person är inte excentrisk bara för att denne tillhör någon annan etnisk grupp eller har en annan hudfärg. En grupp personer kan dock ha excentriska värderingar.
Se även idiosynkrasi.